# Movimento Nacional-Socialista do Chile

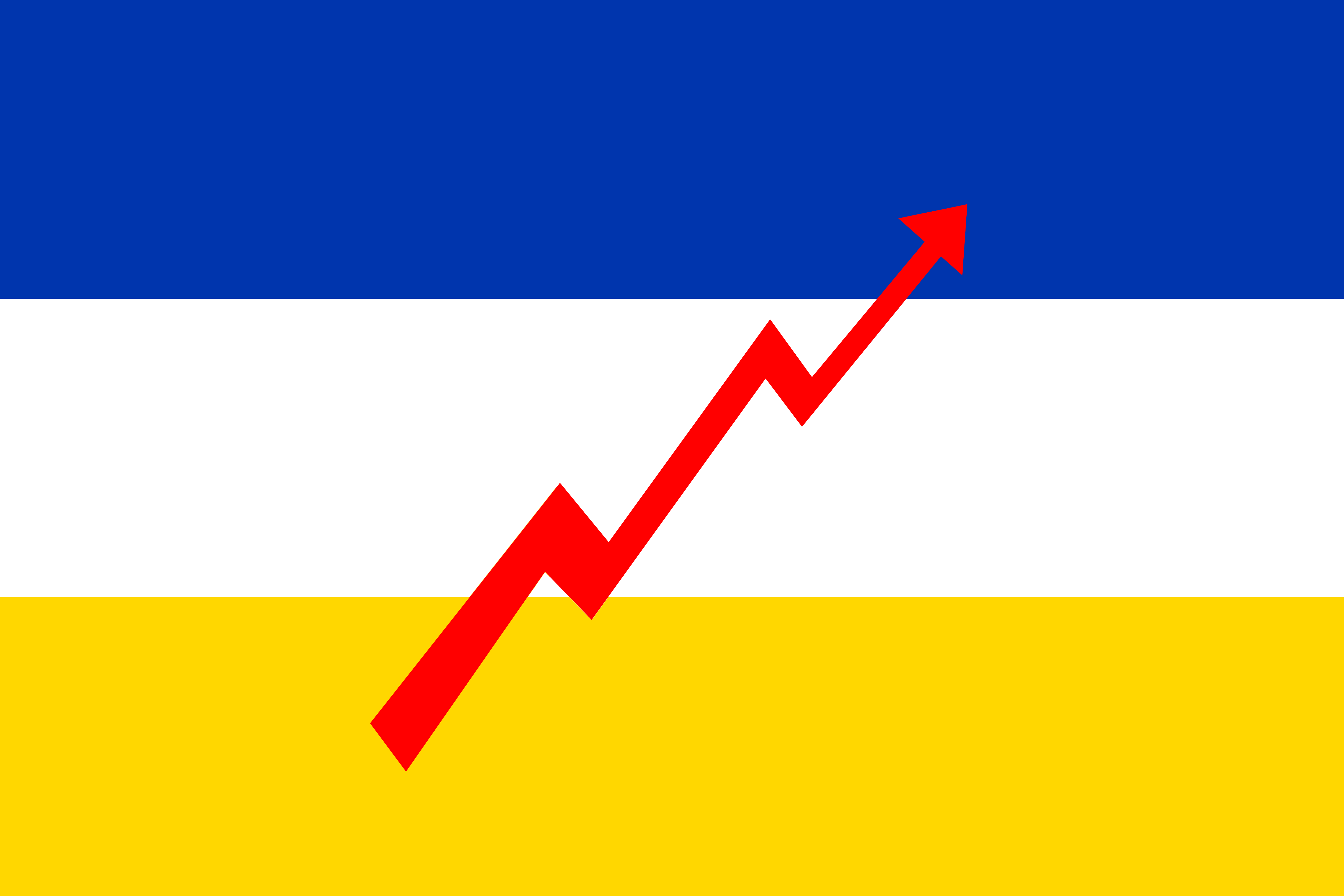
Bandeira do Movimento Nacional-Socialista do Chile até 1938.

O Movimento Nacional-Socialista do Chile (MNSCH) foi um partido político chileno de orientação nacional-socialista existente entre 1932 e 1939. Foi fundado pelo advogado Jorge González von Marées e pelo economista Carlos Keller em 3 de abril de 1932.

## Ideologia e início

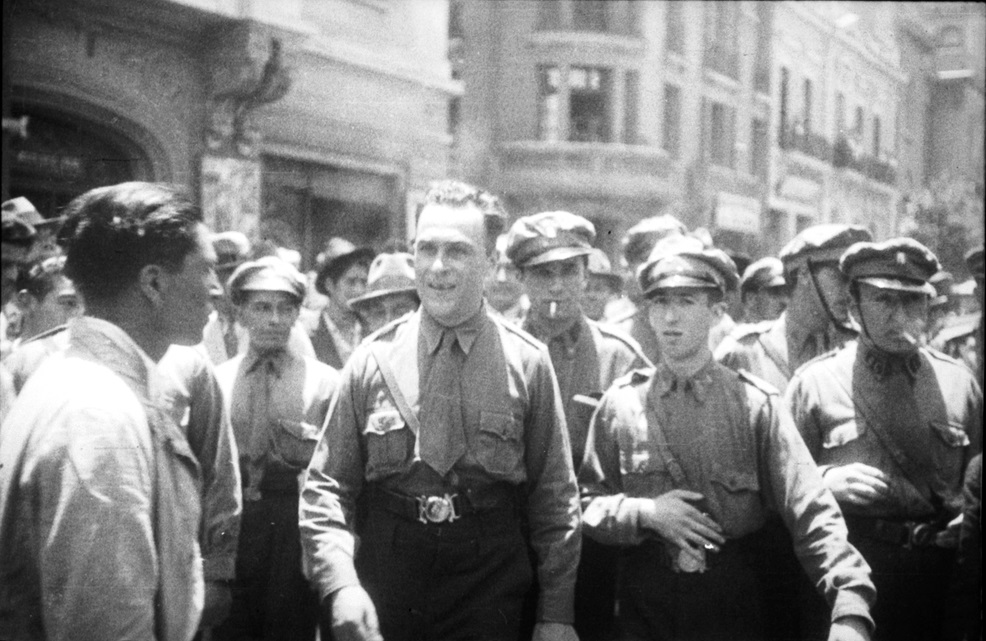
Jorge González Von Marées, chefe V.P.S.

Sua ideologia se baseava na doutrina nacional-socialista alemã e no fascismo italiano, além da concepção ideológica portaliana. Oposto ao marxismo e ao capitalismo transnacional, o MNSCH considerava o trabalho como valor fundamental do ser humano.
No início, os membro do MNSCH (conhecidos como "nacistas") foram perseguidos por membros das correntes políticas contrárias, tanto da direita tradicional quanto dos grupos marxistas e estalinistas, por esse motivo foi criado em 1933 as "Tropas Nacistas de Assalto" com o objetivo de se protegerem das forças atacantes.
Em seu curto tempo de fundação, o movimento penetrou nos sindicatos, nas classes média e alta do país, contando com mais de 20.000 militantes em 1935. Seus meios de difusão foram a revista Acción chilena e o jornal Trabajo. Nas eleições parlamentares de 1937 o movimento elegeu três deputados: Jorge González von Marées eleito por Santiago, Jorge Guarello Fitz-Henry por Valparaíso e Gustavo Vargas por Temuco, porém Carlos Keller foi derrotado. Obtiveram no total 2,04% dos votos a nível nacional.
Apesar da rejeição gerada no Congresso Nacional, os nacistas participaram ativamente de projetos de lei, como a criação do que seria o CORFO, um imposto aplicado às empresas estadunidenses encarregadas de extrair o cobre no Chile, o direito ao voto feminino, a suspensão do pagamento da dívida externa e a criação da Zona Económica Exclusiva no Oceano Pacífico.

## Eleição de 1938 e o massacre do seguro operário
Em 1938 o MNSCH, junto com outros grupos, forma a Aliança Popular Libertadora liderada pelo general Carlos Ibáñez del Campo que se tornaria o candidato presidencial nas eleições do mesmo ano. Em 4 de setembro ocorreu uma das maiores concentrações populares da época, conhecida como "A marcha da vitória".  
No dia seguinte, 5 de setembro de 1938, cerca de 60 jovens armados do MNSCH tomaram a Caixa de Seguro Operário e a Universidade do Chile para tentar pressionar um golpe de estado que derrubaria o presidente Arturo Alessandri Palma colocando em seu lugar o general Ibáñez. O golpe fracassou, e os nacistas entregaram suas armas sob a promessa de que suas vidas seriam poupadas, porém eles acabaram fuzilados. O ocorrido provocou uma comoção pública, González se entregou à polícia e reconheceu por meio de uma carta a autoria dos feitos:
Fragmento da carta escrita por Jorge González von Marées. Publicada por "El Diario Ilustrado", Santiago do Chile, 8 de setembro de 1938:
| “ | A los miembros del Movimiento Nacionalsocialista, que con tanto fervor y abnegación me siguieron incondicionalmente durante varios años y que con estoicismo ejemplar afrontaron la lucha cobarde y ruin con que nuestros adversarios pretendieron aniquilarnos, les expreso mi mas honda gratitud por la fe y la confianza jamas desmentidas que supieron demostrarme, y si hoy se sienten ellos defraudados por mi actuación, les ruego crean que soy sincero al decirles que en todo momento hice lo humanamente posible por mantener incólumes nuestros ideales y conducirlos al triunfo | ” |

González seria preso, mas o fato provocou o repúdio da opinião pública, que culpou o governo e o Presidente Alessandri pelo massacre. Os membros da Aliança Popular Libertadora decidiram encerrar a candidatura do general e apoiar o candidato da Frente Popular, o radical Pedro Aguirre Cerda, que venceu Gustavo Ross Santa María.
No verão de 1939, o Movimento Nacional-Socialista do Chile passa a se  chamar Vanguarda Popular e é dissolvido em 1942. 
Atualmente há o "Movimento Nacional-socialista dos Trabalhadores Chilenos" (MNSTCH) considerado o herdeiro do MNSCH.